# Regiment de la cosa pública
El Regiment de la Cosa Pública és una obreta de 38 capítols escrita per Francesc Eiximenis en 1383 en català, coincidint amb la seua estada a València, i dedicada als jurats (representants municipals) d'aquesta ciutat.

## Informació general
Precisament aquesta dedicatòria als jurats ens dona la clau del seu període de composició Una altra obra d'Eiximenis, el Dotzè del Crestià, que forma part de la seua obra enciclopèdica Lo Crestià, conté, en els seus capítols 357-395 el Regiment de la Cosa Pública. Com a obra autònoma sols s'edità en edició incunable impresa a València el 28 de gener de 1499 per l'impressor alemany Cristòfor Cofman.
Aquest llibre té una forta inspiració en el Communiloquium de Joan de Gal·les, OFM, com alguns estudis han demostrat. D'altra banda, sembla que algunes parts d'aquesta obra no estarien escrites per Eiximenis, i podrien ser afegits posteriors. Ens referim a les famoses vint dificultats, trenta-dues belleses i conclusió del pròleg, així com la conclusió de l'epíleg. El Regiment de la Cosa Pública recull molt bé les línies essencials del pensament socio-polític de Francesc Eiximenis, i exposa també les línies bàsiques del que s'ha anomenat «pactisme catalano-aragonès».

## Edicions digitals

### Incunables
- Edició a la Biblioteca Virtual Joan Lluís Vives.
- Arxivat 2009-02-12 a Wayback Machine. Edició a la Biblioteca Valenciana Digital.

### ElRegiment de la Cosa Públicadins les obres completes en línia
- Obres completes de Francesc Eiximenis (en català i en llatí) Arxivat 2012-04-02 a Wayback Machine..